# Infusori
Infusoris (del neollatí, infusoria) és un terme col·lectiu per a les diminutes criatures aquàtiques com els ciliats, euglenoides, altres protozous i algues unicel·lulars que es troben en les basses i petits llacs d'aigua dolça. El terme es refereix a la infusió dins l'aigua que aparentment fan aquests microorganismes. Al segle xix els infusoris tenien taxonòmicament la categoria d'Ordre.
En la classificació formal moderna aquest terme es considera obsolet; els microorganismes prèviament inclosos en Infusoria majoritàriament s'assignen actualment als regne Protista.

## Ús en aquaris
Els infusoris es fan servir en els aquaris per alimentar els peixos i alguns aquaristes afeccionats fan els seus propis cultius d'infusoris o fan servir els que es comercialitzen. Es pot fer un cultiu d'infusoris submergint en aigua qualsevol matèria vegetal descomposable, com per exemple la pell de la papaia, després de dos o tres dies, segons la temperatura i la llum, creixerà el cultiu, els mateixos infusoris aclariran la terbolesa del cultiu, ja que es mengen els bacteris que la produeixen. En aquest moment estarà lest el cultiu d'infusoris.